# 퇴적 분지
퇴적 분지(sedimentary basin, 堆積盆地)는 지각 변동에 의해 발생한 침강(subsidence)에 의해 형성된 낮은 지형(분지)에, 해양 환경이나 호수 환경 등에 의한 퇴적 작용으로 퇴적물이 충전된 지역을 말한다.
한국에는 동해의 울릉 분지, 황해의 군산 분지, 남해의 제주 분지가 해양 퇴적 분지로 분포하고 있으면, 내륙에는 경상 분지, 태백산 분지, 진안 분지 등이 형성되어 있다.